# Ľubomír Višňovský
Ľubomír Višňovský (né le 11 août 1976 à Topoľčany en Tchécoslovaquie aujourd'hui ville de Slovaquie) est un joueur professionnel de hockey sur glace slovaque.

## Carrière en club
Ľubomír Višňovský commence sa carrière en jouant dans le championnat slovaque pour le club de HC Slovan Bratislava en 1994-1995. Avec cette équipe, il remporte le titre de champion de Slovaquie en 1998 et 2000.
En 2000, lors du repêchage d'entrée dans la Ligue nationale de hockey, les Kings de Los Angeles le choisissent en tant que 118e choix en quatrième ronde. Il rejoint l'Amérique du Nord pour la saison 2000-2001. Lors de sa première année, il est élu meilleur défenseur-recrue de la LNH.
En 2004-2005, alors que les joueurs de la LNH font la grève, il retourne jouer dans son pays pour le Slovan Bratislava, avec qui il remporte une troisième fois le championnat. Il gagne également le Palet d'or en tant que meilleur slovaque de la saison et est élu meilleur joueur du championnat de Slovaquie.
Dans toute sa carrière, il n'a connu que deux équipes : les Kings et son équipe formatrice. Il a été nommé sept fois meilleur défenseur slovaque.
En 2007, il est sélectionné pour jouer le 55e Match des étoiles de la Ligue nationale de hockey.
Le 3 mars 2010, les Oilers l'envoient aux Ducks d'Anaheim en retour de Ryan Whitney.

## Statistiques
| Saison     | Équipe                | Ligue      |     | Saison régulière | Saison régulière | Saison régulière | Saison régulière | Saison régulière |   | Séries éliminatoires | Séries éliminatoires | Séries éliminatoires | Séries éliminatoires | Séries éliminatoires |
| Saison     | Équipe                | Ligue      | PJ  | B                | A                | Pts              | Pun              | PJ               | B | A                    | Pts                  | Pun                  |                      |                      |
| 1994-1995  | HC Slovan Bratislava  | Extraliga  | 36  | 11               | 10               | 21               | 10               | 9                | 1 | 3                    | 4                    | 2                    |                      |                      |
| 1995-1996  | HC Slovan Bratislava  | Extraliga  | 48  | 9                | 11               | 20               | 24               | -                | - | -                    | -                    | -                    |                      |                      |
| 1997       | HC Slovan Bratislava  | LEH        | 6   | 3                | 1                | 4                | 2                | 2                | 0 | 0                    | 0                    | 6                    |                      |                      |
| 1996-1997  | HC Slovan Bratislava  | Extraliga  | 46  | 11               | 13               | 24               | 12               | -                | - | -                    | -                    | -                    |                      |                      |
| 1998       | HC Slovan Bratislava  | LEH        | 6   | 1                | 0                | 1                | 4                | 2                | 0 | 1                    | 1                    | 2                    |                      |                      |
| 1997-1998  | HC Slovan Bratislava  | Extraliga  | 47  | 9                | 13               | 22               | 24               | -                | - | -                    | -                    | -                    |                      |                      |
| 1999       | HC Slovan Bratislava  | LEH        | 6   | 0                | 3                | 3                | 4                | -                | - | -                    | -                    | -                    |                      |                      |
| 1998-1999  | HC Slovan Bratislava  | Extraliga  | 50  | 14               | 15               | 29               | 31               | -                | - | -                    | -                    | -                    |                      |                      |
| 1999-2000  | HC Slovan Bratislava  | Extraliga  | 52  | 21               | 24               | 45               | 38               | -                | - | -                    | -                    | -                    |                      |                      |
| 2000-2001  | Kings de Los Angeles  | LNH        | 81  | 7                | 32               | 39               | 36               | 8                | 0 | 0                    | 0                    | 0                    |                      |                      |
| 2001-2002  | Kings de Los Angeles  | LNH        | 72  | 4                | 17               | 21               | 14               | 4                | 0 | 1                    | 1                    | 0                    |                      |                      |
| 2002-2003  | Kings de Los Angeles  | LNH        | 57  | 8                | 16               | 24               | 28               | -                | - | -                    | -                    | -                    |                      |                      |
| 2003-2004  | Kings de Los Angeles  | LNH        | 58  | 8                | 21               | 29               | 26               | -                | - | -                    | -                    | -                    |                      |                      |
| 2004-2005  | HC Slovan Bratislava  | Extraliga  | 43  | 13               | 25               | 38               | 40               | -                | - | -                    | -                    | -                    |                      |                      |
| 2005-2006  | Kings de Los Angeles  | LNH        | 80  | 17               | 50               | 67               | 50               | -                | - | -                    | -                    | -                    |                      |                      |
| 2006-2007  | Kings de Los Angeles  | LNH        | 69  | 18               | 40               | 58               | 26               | -                | - | -                    | -                    | -                    |                      |                      |
| 2007-2008  | Kings de Los Angeles  | LNH        | 82  | 8                | 33               | 41               | 34               | -                | - | -                    | -                    | -                    |                      |                      |
| 2008-2009  | Oilers d'Edmonton     | LNH        | 50  | 8                | 23               | 31               | 30               | -                | - | -                    | -                    | -                    |                      |                      |
| 2009-2010  | Oilers d'Edmonton     | LNH        | 57  | 10               | 22               | 32               | 16               | -                | - | -                    | -                    | -                    |                      |                      |
| 2009-2010  | Ducks d'Anaheim       | LNH        | 16  | 5                | 8                | 13               | 4                | -                | - | -                    | -                    | -                    |                      |                      |
| 2010-2011  | Ducks d'Anaheim       | LNH        | 81  | 18               | 50               | 68               | 24               | 6                | 0 | 3                    | 3                    | 2                    |                      |                      |
| 2011-2012  | Ducks d'Anaheim       | LNH        | 68  | 6                | 21               | 27               | 47               | -                | - | -                    | -                    | -                    |                      |                      |
| 2012-2013  | HC Slovan Bratislava  | KHL        | 32  | 6                | 10               | 16               | 22               | -                | - | -                    | -                    | -                    |                      |                      |
| 2012-2013  | Islanders de New York | LNH        | 35  | 3                | 11               | 14               | 20               | 6                | 0 | 2                    | 2                    | 2                    |                      |                      |
| 2013-2014  | Islanders de New York | LNH        | 24  | 3                | 8                | 11               | 10               | -                | - | -                    | -                    | -                    |                      |                      |
| 2014-2015  | Islanders de New York | LNH        | 53  | 5                | 15               | 20               | 8                | 4                | 0 | 2                    | 2                    | 0                    |                      |                      |
| 2015-2016  | HC Slovan Bratislava  | KHL        | 9   | 2                | 8                | 10               | 2                | 4                | 0 | 0                    | 0                    | 0                    |                      |                      |
| Totaux LNH | Totaux LNH            | Totaux LNH | 883 | 128              | 367              | 495              | 373              | 28               | 0 | 8                    | 8                    | 4                    |                      |                      |

## Carrière internationale
Il a représenté la Slovaquie lors des compétitions suivantes :
Championnat du monde junior
- 1994, 1995 et 1996

Championnat du monde
- 1996, 1997 et 1999
- Médaille d'or : 2002
- Médaille d'argent : 2000
- Médaille de bronze : 2003

Coupe du monde de hockey
- 1996 et 2004

Jeux olympiques d'hiver
- 1998 à Nagano au Japon
- 2002 à Salt Lake City aux États-Unis
- 2006 à Turin en Italie

En 126 sélections, il a inscrit 14 buts.

## Roller in line hockey
Il a également joué avec l'équipe de Slovaquie en roller in line hockey.

### Statistiques en équipe nationale
| Année | Édition | PJ | B | A | Pts | Pun  | Résultat      |
| ----- | ------- | -- | - | - | --- | ---- | ------------- |
| 2008  | CM      | 3  | 2 | 2 | 4   | 10.0 | 2e de l'élite |